# Prenolepis fisheri
Prenolepis fisheri is een mierensoort uit de onderfamilie van de schubmieren (Formicinae). De wetenschappelijke naam van de soort is voor het eerst geldig gepubliceerd in 2012 door Bharti & Wachkoo.